# 竹田由紀
竹田 由紀（たけだ ゆき、旧姓：藤井、1973年12月2日 - ）は、日本のフリーアナウンサー、元中京テレビ放送の契約アナウンサー。オールウェーブ・アソシエツ所属。東京都中野区出身。東京立正中学校・高等学校、東京立正女子短期大学卒業。身長158cm。血液型O型。既婚。

## 来歴
短大卒業後、東京都内の食品会社に就職。同社の広報を6年間担当していたが、結婚を機に退社。
2000年2月に名古屋へ転居し、名古屋タレントビューローに所属。2001年8月に中京テレビへ出向し、2005年5月まで同局の契約アナウンサーを務めた。
中京テレビとの契約の終了後は名古屋タレントビューローからも籍を外し、現在はオールウェーブ・アソシエツに籍を置いている。
長女がいる。

## 過去の担当番組
- 心にエール!ふるさと夢図鑑（中京テレビ、リポーター）
- クスクス（中京テレビ、リポーター）
- PS （中京テレビ、リポーター）
- 中京テレビニュースプラス1 （中京テレビ、リポーター）
- NNNきょうの出来事 中京テレビローカルパート（中京テレビ、キャスター）